# 李庆奎
李庆奎（1956年3月—），山东定陶人，中华人民共和国政治人物，中国南方电网原董事长。

## 生平
李庆奎毕业于华北电力大学工商管理专业。2007年11月，出任中国国电集团公司副总经理等职，2008年6月调任中国华电集团公司，历任副总经理、董事长、党组书记等职。2016年6月，出任南方电网董事长、党组书记。2018年8月退休。